# Беремянский сельский совет
Беремянский сельский совет (укр. Берем'янська сільська рада) — входит в состав
Бучачского района
Тернопольской области
Украины.
Административный центр сельского совета находится в 
с. Беремяны.

## История
- 1947 — дата образования.

## Населённые пункты совета
- с. Беремяны